# Helenemarsch
Helenenmarsch (AM II, 173) es una marcha militar prusiana compuesta en 1857 por el músico militar prusiano Friedrich Lübbert (1818-1892). La marcha se tituló originalmente como Grenadier-Marsch Schwarz und Weiß (Marcha Granadera Blanco y Negro) en referencia a los colores nacionales prusianos, Pero en la actualidad muy rara vez se hace referencia a la marcha con este título. 

## Historia
El 29 de junio de 1857 la editorial musical Bote & Bock convocó un concurso de composición para una nueva marcha militar. Lübbert participaría en dicho concurso donde compondría la marcha Helenemarsch originalmente titulada como Grenadier-Marsch Schwarz und Weiß, de las más de 100 marchas que participaron en el concurso la marcha de Lübbert ganó el primer lugar. Posteriormente poco tiempo después la marcha fue renombrada por su propio autor como "Helenenmarsch" en honor a la esposa del comandante del 35.º Regimiento de Infantería Prusiano. En 1860 la marcha fue incluida en la Colección de la Marcha del Ejército Prusiano con la numeración AM II, 173.

## En la cultura popular
En Alemania la marcha Helenemarsch es bastante popular y comúnmente es asociada como una canción navideña. Esto se debe ya que en 1978 la Helenemarsch se utilizó en una escena  humorística alemana titulada Weihnacht (Navidad), en dicha escena el actor alemán Loriot mientras actuaba del personaje Abuelo Hoppenstedt puso en un tocadiscos a reproducir la Helenemarsch, después Loriot comienza a mover los brazos al ritmo de la marcha. Años después en 1997 esta escena volvió a estrenarse en Alemania pero en formato de serie por lo que la marcha Helenemarsch volvería a conseguir mucha popularidad a finales de los años 1990. Esta simple escena consiguió muchísima popularidad en Alemania y se considera una de las escenas de culto de la comedia televisiva alemana actual. Cabe mencionar que la versión de la marcha utilizada en esa escena es una grabación de 1962 interpretada por el Cuerpo de Música N.º 6 de Hamburgo (Heeresmusikkorps 6, Hamburg) dirigido por el capitán Gerhard Scholz. Dicha versión fue publicada por primera vez en Alemania en 1962 en el álbum Alte Kameraden - 28 Märsche Am Laufenden Band.